# قرش ماكو طويل الزعنف
قرش ماكو الطويل الزعنف (Isurus paucus) هو نوع من أسماك القرش من عائلة اللخميات، يعيش في المياه المعتدلة والاستوائية. وهو نوع غير شائع يُقرن عادةً تحت اسم «الخدال» مع قريبه المعروف القرش ماكو القصير (I. oxyrinchus). قرش ماكو طويل الزعنف هو نوع من أسماك السطح موجود في المياه العميقة المعتدلة، يعيش في عمق 220 متر (720 قدم). وينمو إلى أقصى طول 4.3 متر (14 قدم)، يتميز بالأنحف والزعانف الصدرية الطويلة والواسعة، وهو سباح أبطأ وهي أقل نشاطًا من الماكو القصير.
أسماك القرش ماكو الطويل الزعنف هي حيوانات مفترسة تتغذى على الأسماك العظمية الصغيرة ورأسيات الأرجل. من غير المؤكد ما إذا كان هذا القرش قادرًا على رفع درجة حرارة جسمه فوق الماء المحيط مثل بقية أفراد عائلته، على الرغم من امتلاكه للتكيفات الفسيولوجية المطلوبة. التكاثر في هذا النوع هو حيوي مشيمي، مما يعني أن الأجنة تفقس من البيض داخل الرحم. في المراحل المتأخرة من التطور، تتغذى الأمّ البويضات الميتة. وهو ذو قيمة تجارية محدودة، حيث أن لحومه وزعانفه ذات جودة أقل من تلك الموجودة في أسماك القرش البحرية الأخرى؛ ويُلتقط عن غير قصد بأعداد منخفضة. وقد قدر الاتحاد الدولي لحفظ الطبيعة هذه الأنواع بأنها مهددة بالانقراض بسبب ندرتها، وانخفاض معدل الإنجاب، واستمرار الصيد العرضي. في عام 2019 أدرج الاتحاد الدولي لحفظ الطبيعة ماكو طويل الزعنف على أنه «معرض للخطر».

## التصنيف والتطور
تم نشر الوصف الأصلي لقرش ماكو الطويل الزعنف في عام 1966 من قبل عالم البحار الكوبي داريو جيتارت ماندي، في المجلة العلمية بويانا، استنادًا إلى ثلاث عينات من البحر الكاريبي. قد يكون مرادفًا سابقًا لهذا النوع هو Lamiostoma belyaevi، الذي وصفه Glückman في عام 1964. ومع ذلك، فإن العينة النموذجية التي حددها Glückman تتكون من مجموعة من الأسنان الأحفورية التي لا يمكن التأكد من أنها تنتمي إلى ماكو الطويل الزعانف، وبالتالي فإن الاسم paucus له الأسبقية على belyaevi على الرغم من نشره لاحقًا. صفة النعوت المحددة هي لاتينية «للقليل»، في إشارة إلى ندرة هذا النوع نسبة إلى ماكو القصير.
تم تأكيد علاقة الأنواع الشقيقة بين الماكو الطويل الزعنف وقصير الزعنف من خلال العديد من دراسات التطور الوراثي القائمة على الحمض النووي للميتوكوندريا. في المقابل، فإن أقرب قريب لقروش ماكو هو القرش الأبيض العظيم (Carcharodon carcharias). تم العثور على أسنان أحفورية تنتمي إلى ماكو الطويل الزعنف من مارل كريك مارل من تشكيل Grange Burn، جنوب هاميلتون، أستراليا، ومن مجموعة Mizumani Group في محافظة جيفو، اليابان. كلا الودائع تعود إلى عصر الميوسين الأوسط (قبل 15-11 مليون سنة (ميا)).

## أماكن تواجده
تشير السجلات المنتشرة على نطاق واسع إلى أن قرش ماكو الطويل الزعنف لديه توزيع عالمي في المحيطات الاستوائية والمعتدلة الدافئة؛ من الصعب تحديد مدى نطاقها بسبب الارتباك مع الماكو القصير. في المحيط الأطلسي، يُعرف من تيار الخليج قبالة الساحل الشرقي للولايات المتحدة وكوبا وجنوب البرازيل في الغرب، ومن شبه الجزيرة الأيبيرية إلى غانا في الشرق، ربما بما في ذلك البحر الأبيض المتوسط والرأس الأخضر. في المحيط الهندي، أفيد من قناة موزمبيق. في المحيط الهادئ، يحدث قبالة اليابان وتايوان، شمال شرق أستراليا، عدد من الجزر في وسط المحيط الهادئ شمال شرق ميكرونيزيا وجنوب كاليفورنيا.
من سكان المحيط المفتوح، يبقى ماكو الطويل الزعنف عمومًا في المنطقة المتوسطة العليا في السطح خلال النهار ويصعد إلى منطقة السطح الموسمي في الليل. قبالة كوبا، يتم صيدها في كثير من الأحيان على عمق 110–220 متر (360–720 قدم) ونادر في الأعماق فوق 90 متر (300 قدم). تقع معظم المصيد قبالة نيو ساوث ويلز على عمق 50–190 متر (160–620 قدم)، في المناطق ذات درجة حرارة السطح حوالي 20–24 °م (68–75 °ف).

## وصفه
ماكو الطويل الزعنف هو أكبر ماكو وثاني أكبر الأنواع في عائلته (بعد الأبيض الكبير)، يصل إلى 2.5 متر (8.2 قدم) في الطول وتزن أكثر من 70 كيلوغرام (150 رطل) ؛ الإناث ينمو أكبر من الذكور. كان أكبر ماكو طولاً يبلغ 4.3 متر، وكاننت أنثى قبالة شاطئ بومبانو، فلوريدا، في فبراير 1984. هذا النوع له شكل نحيل ومغزلي مع خطم طويل مدبب وعينان كبيرتان تفتقران إلى الأغشية المضطربة (الجفون الثالثة الواقية). يوجد 12 إلى 13 صفًا من الأسنان على جانبي الفك العلوي و11-13 صفًا من الأسنان على جانبي الفك السفلي. الأسنان كبيرة على شكل سكين، بدون مسننات أو أعناق ثانوية؛ تبرز الأسنان الخارجية في الفك السفلي بشكل بارز من الفم. الشقوق الخيشومية طويلة وتمتد إلى أعلى الرأس.

تكون الزعانف الصدرية طويلة أو أطول من الرأس، مع هامش أمامي مستقيم تقريبًا ونصائح عريضة. الزعنفة الظهرية الأولى كبيرة ذات قمة مستديرة، وتوضع خلف الزعانف الصدرية. الزعنفة الظهرية والزعنفية الشرجية صغيرة. يتم توسيع السويقة الذيلية أفقياً إلى عوارض قوية. الزعنفة الذيلية على شكل هلال، مع شق صغير بالقرب من طرف الفص العلوي. الأسنان الجلدية هي بيضاوية الشكل، أطول من واسعة، مع ثلاثة إلى سبعة حواف أفقية تؤدي إلى هامش خلفي مسنن. اللون الأزرق الداكن إلى الأسود الرمادي فوق والأبيض أدناه. الزعانف غير المزاوجة مظلمة باستثناء الهامش الخلفي الأبيض على الزعنفة الشرجية؛ الزعانف الصدرية والحوض مظلمة فوق والأبيض بالأسفل مع هوامش خلفية رمادية حادة. لدى البالغين والأحداث الكبيرة، توجد منطقة أسفل الخطم حول الفك، وأصل الزعانف الصدرية بها خافت داكن. 

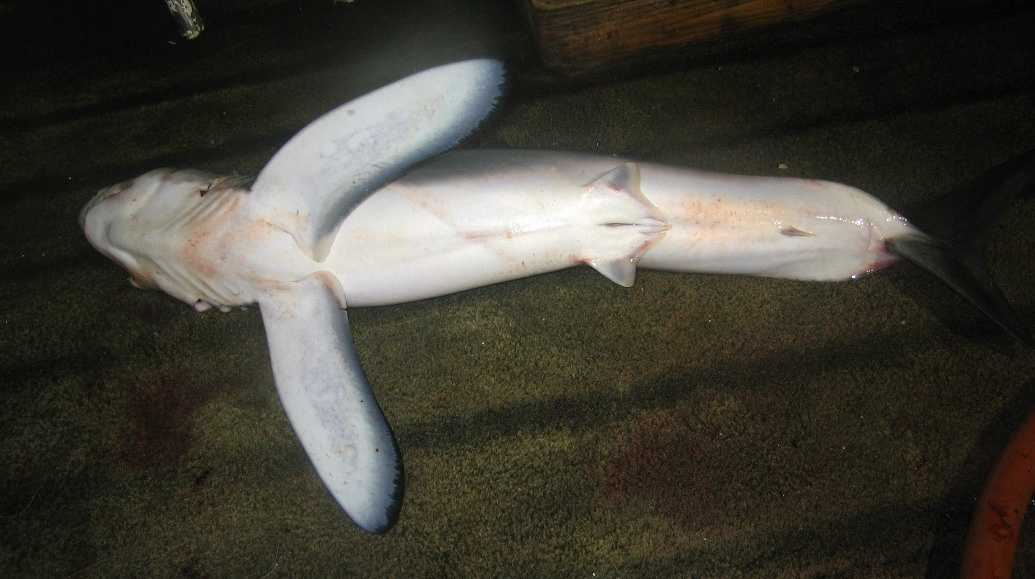
أكثر السمات المميزة لقرش ماكو Longfin هي زعانفه الصدرية الكبيرة
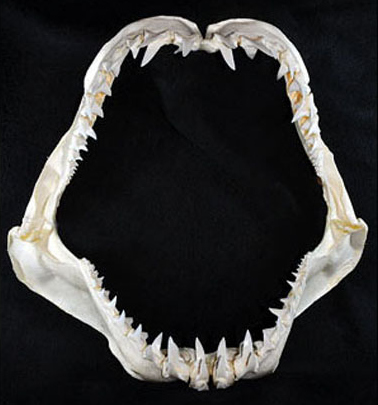
فكي
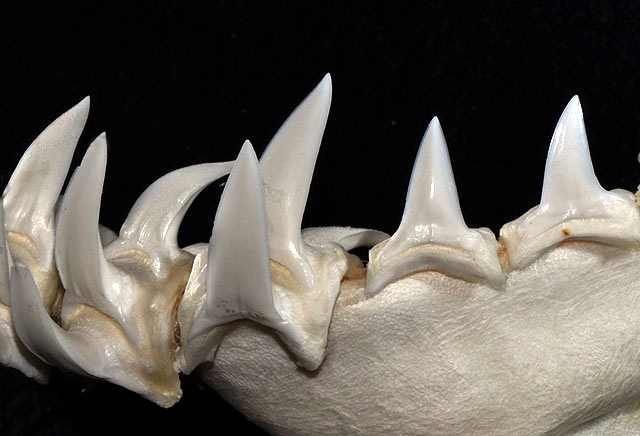
الأسنان السفلية
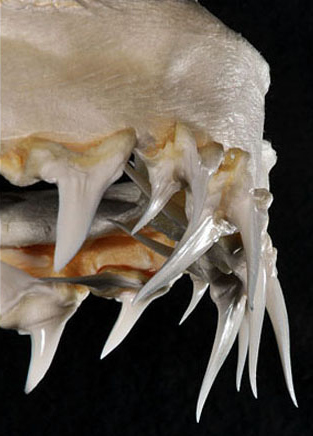
الأسنان المركزية العليا
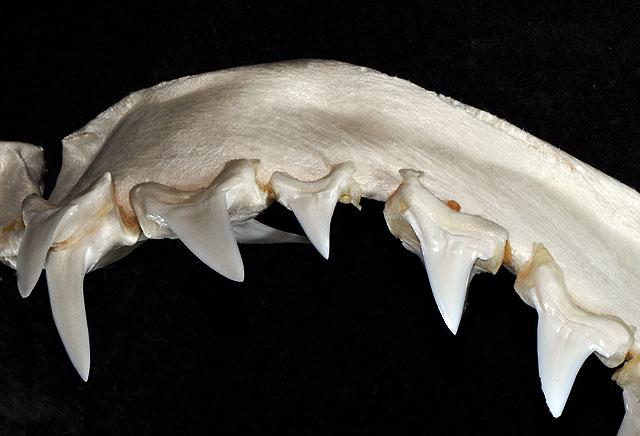
الأسنان العلوية

## علم الأحياء وعلم البيئة
بيولوجيا ماكو الطويل الزعنف غير معروفة؛ إنه شائع إلى حد ما في غرب المحيط الأطلسي وربما في وسط المحيط الهادئ، بينما في شرق المحيط الأطلسي، نادرًا ويفوق عدده أكثر من 1000 مرة من قبل ماكو القصير في مصائد الأسماك. إن جسم ماكو الطويل الزعنف النحيل والزعانف الصدرية الطويلة العريضة تثير القرش الأبيض المحيط (Carcharhinus longimanus) وسمك القرش الأزرق (Prionace glauca)، وكلاهما أسماك القرش البطيئة في مياه المحيطات العليا. يشير هذا التشابه المورفولوجي إلى أن ماكو الطويل الزعنف أقل نشاطًا من ماكو الطويل الزعنف، وهو واحد من أسرع وأسماك القرش الأكثر نشاطًا. مثل أفراد آخرين من عائلتها، يمتلك هذا النوع أنظمة التبادل المعاكس للأوعية الدموية تسمى rete mirabilia (لاتينية «شبكة رائعة»، مفردة retre mirabile) في عضلات جذعها وحول عينيها ودماغها. يمكّن هذا النظام أسماك القرش الأخرى من الحفاظ على حرارة التمثيل الغذائي والحفاظ على درجة حرارة الجسم أعلى من بيئاتها، على الرغم من عدم معرفة ما إذا كان ماكو الطويل الزعنف قادرًا على ذلك.
ماكو الطويل الزعنف لديه عيون كبيرة وينجذب إلى عصي cyalume (أضواء كيميائية)، مما يعني أنه صياد بصري. يتكون نظامها الغذائي بشكل رئيسي من الأسماك والعظام الصغيرة والحبار. في أكتوبر 1972 تم القبض على أنثى بطول 3.4 متر مع منقار مكسورة من سمك أبو سيف (Xiphius gladias) داخل بطنها في شمال شرق المحيط الهندي؛ وهذا ليس مؤكداً ما إذا كان القرش كان يفترس سمك أبو سيف كما يفعل ماكو القصير، أو واجه سمك أبو سيف في سياق عدواني آخر غير معروف. ليس لدى ماكو الطويل الزعنف البالغات حيوانات مفترسة طبيعية باستثناء الحيتان القاتلة، بينما قد يقع الشباب فريسة لأسماك القرش الأكبر.
كما هو الحال في أسماك القرش الأخرى، فإن ماكو الطويل الزعنف هو حيوي مشيمي وينجب عادة جرو في وقت واحد (واحد داخل كل رحم)، على الرغم 3.3 متر (11 قدم) حمل أنثى مع ثمانية أجنة متطورة في ممر مونا بالقرب من بورتوريكو في يناير 1983. الأجنة النامية هي مريئية. بمجرد استنفاد إمدادهم من صفار البيض، فإنهم يحافظون على أنفسهم من خلال استهلاك كميات كبيرة من البيض غير القابل للحياة الذي تبادله والدتهم. لا يوجد أي دليل على أكل لحوم البشر الشقيق كما هو الحال في قرش نمر الرمال (Carcharias taurus). الجراء قياس 97–120 سنتيمتر (3.18–3.94 قدم) عند الولادة طويلة، أكبر نسبيًا من صغار الماكو القصير الزعانف، ولها رؤوس وزعانف صدرية أطول نسبيًا من البالغين. تشير سجلات التقاط الصور قبالة فلوريدا إلى أنه خلال فصل الشتاء، تسبح الإناث في المياه الساحلية الضحلة للولادة. تصل أسماك القرش الذكور والإناث إلى النضج الجنسي بأطوال حوالي 2 متر (6.6 قدم) و2.5 متر (8.2 قدم)، على التوالي.

## التفاعلات البشرية

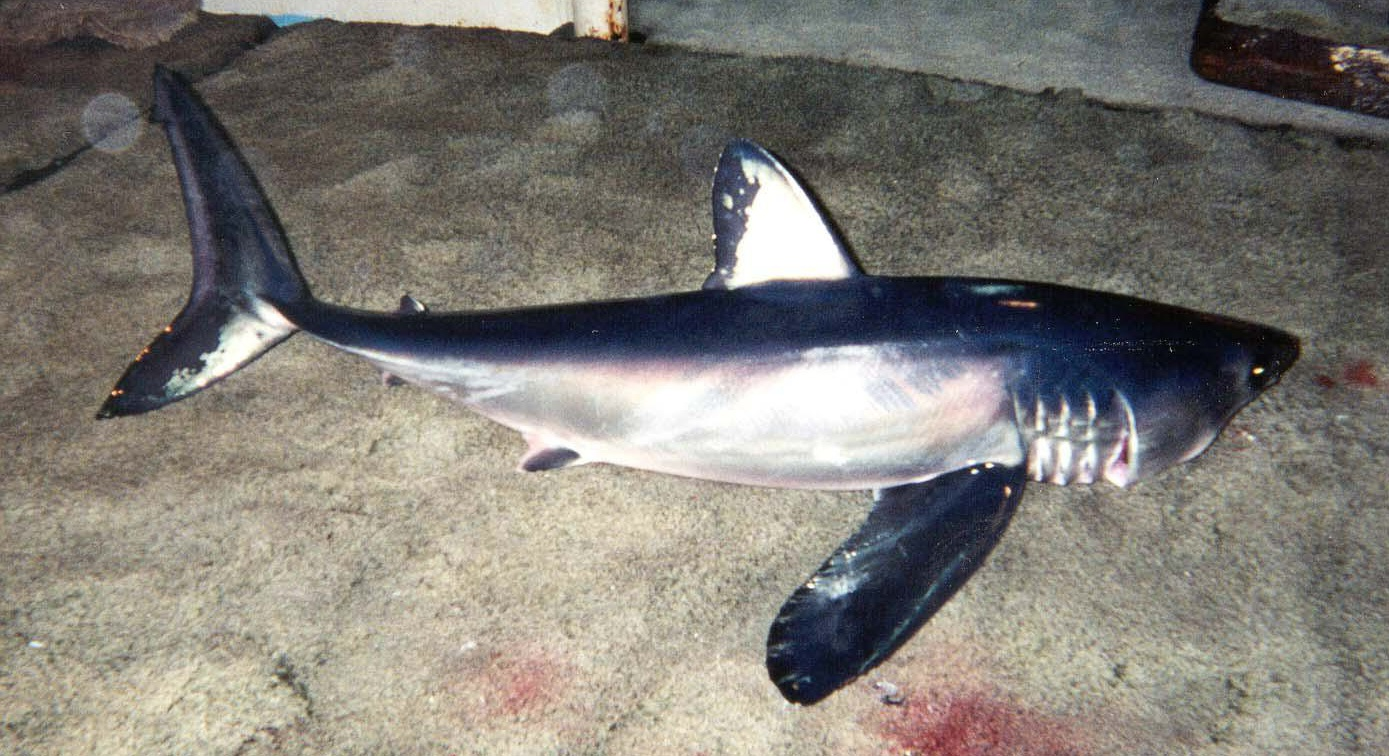
يتم القبض على ماكو الطويل الزعنف كمصيد عرضي على الخطوط الطويلة السطحية

لم تعزى أي هجمات على البشر إلى قرش ماكو الطويل الزعنف. ومع ذلك، فإن حجمها الكبير وأسنانها تجعلها محتملة الخطورة. يتم صيد هذا القرش، بأعداد منخفضة بشكل عام، كصيد عرضي على الخيوط الطويلة المخصصة للتونة، وسمك أبو سيف، وأسماك القرش البحرية الأخرى، وكذلك في الشباك الخيشومية الراسية وعلى الخطاف والخط. يتم تسويق اللحوم طازجة أو مجمدة أو مجففة ومملحة، على الرغم من أنها تعتبر ذات جودة رديئة بسبب قوامها الطري. تعتبر الزعانف أيضًا ذات جودة أقل للاستخدام في حساء زعانف سمك القرش، على الرغم من أنها ذات قيمة كافية بحيث يتم زعانف أسماك القرش التي يتم التقاطها في البحر. يمكن معالجة الجثث في علف الحيوانات ووجبة السمك، في حين أن الجلد والغضاريف والفكين لها قيمة أيضًا.
أهم مصيد ماكو طويل الزعانف هي المصايد الاستوائية اليابانية الطويلة، وتدخل أسماك القرش هذه أحيانًا أسواق طوكيو. من عام 1987 إلى عام 1994، أبلغت مصايد الأسماك في الولايات المتحدة عن صيد (تم التخلص منه، لأن هذا النوع لا قيمة له في سوق أمريكا الشمالية) من 2-12 طنًا سنويًا. منذ عام 1999، تم حظر الاحتفاظ بهذا النوع من قبل خطة إدارة مصايد الأسماك التابعة لدائرة مصائد الأسماك الوطنية الأمريكية لأسماك القرش الأطلسية. كانت Longfin makos ذات أهمية في مصايد الخيوط الطويلة الكوبية، والتي تضم سدس إنزال أسماك القرش من 1971 إلى 1972 ؛ لا تتوفر بيانات أحدث من هذه المصايد. وقد قام الاتحاد الدولي لحفظ الطبيعة والموارد الطبيعية بتقييم هذا النوع على أنه ضعيف بسبب عدم انتظامه، وانخفاض معدل الإنجاب، وحساسيته لمعدات صيد سمك القرش. وقد أدرجت أيضا في المرفق الأول لاتفاقية مذكرة التفاهم بشأن الأنواع المهاجرة. في شمال الأطلنطي، انخفضت مخزونات ماكو قصيرة الزعانف بنسبة 40 ٪ أو أكثر منذ أواخر الثمانينيات، وهناك مخاوف من أن سكان ماكين لونغفين يتبعون نفس الاتجاه. في عام 2019، جنبًا إلى جنب مع قريبه ماكو القصير الزعنف، أدرج IUCNماكو الطويل الزعنف على أنه «مهدد بالانقراض» بسبب الانخفاض المستمر إلى جانب 56 نوعًا آخر من أسماك القرش.